# Noosfera

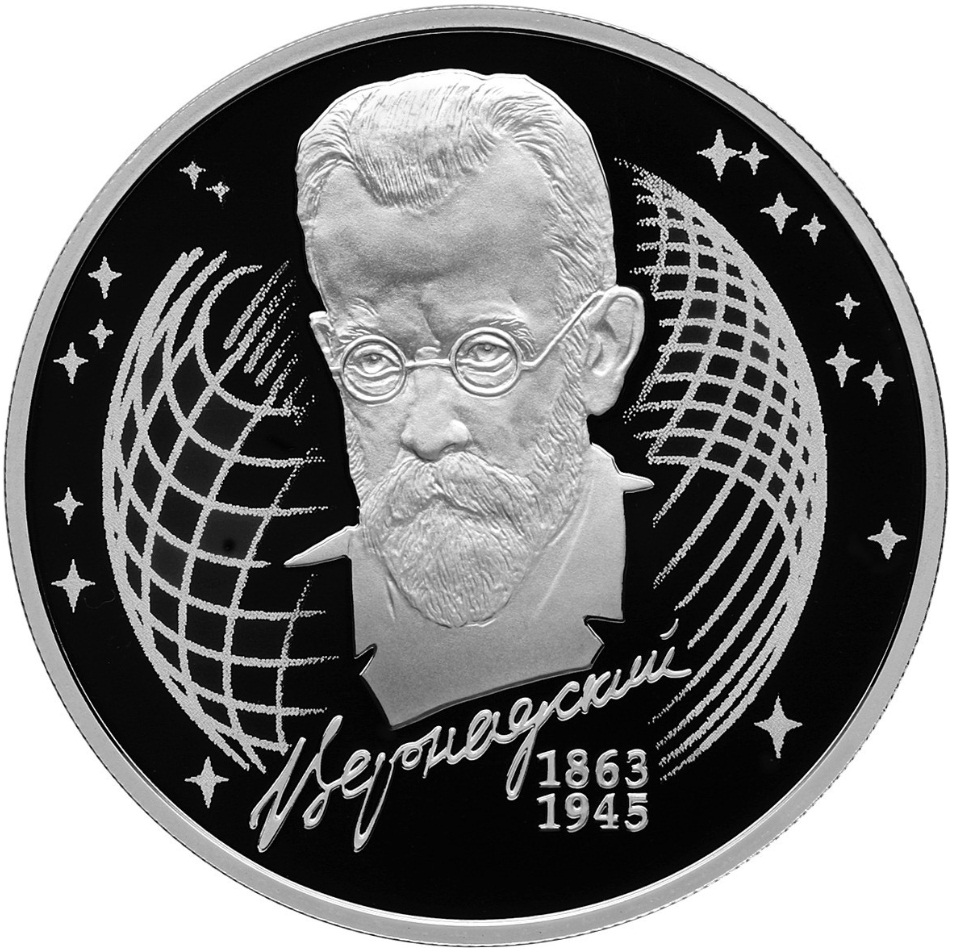
Moneta pamiątkowa Banku Rosji z wizerunkiem Władimira Wiernadskiego i artystycznym przedstawieniem noosfery

Noosfera – koncepcja filozoficzna opracowana i spopularyzowana przez biogeochemika Władimira Wiernadskiego oraz filozofa i jezuickiego księdza Pierre’a Teilharda de Chardina. Wiernadski zdefiniował noosferę jako nowy stan biosfery i opisał ją jako planetarną „sferę rozumu”. Noosfera reprezentuje najwyższy etap rozwoju biosfery, czyli etap racjonalnej działalności ludzkości.
Słowo to pochodzi od greckiego νόος („nous”, „umysł”, „rozum”) i σφαῖρα („kula”), w leksykalnej analogii do „atmosfery” i „biosfery”. Koncepcja nie może być przypisywana tylko jednemu autorowi. Jej autorzy, Wiernadski i de Chardin, opracowali dwie powiązane, ale całkowicie różne koncepcje, z których pierwsza oparta jest na naukach geologicznych, a druga na teologii. Obie koncepcje noosfery podzielają jednak wspólną tezę, że ludzki rozum i myśl naukowa stworzyły i będą tworzyć kolejną ewolucyjną warstwę geologiczną. Ta warstwa geologiczna jest częścią łańcucha ewolucyjnego  . Autorzy drugiego pokolenia, głównie pochodzenia rosyjskiego, rozwinęli koncepcję Wiernadskiego, tworząc powiązane pojęcia: noocenoza i noocenologia.

## Autorzy pojęcia
Termin noosfera został po raz pierwszy użyty w publikacjach Pierre’a Teilharda de Chardina w 1922 roku w jego Cosmogenesis. Z terminem tym zapoznał Wiernadskiego najprawdopodobniej ich wspólny znajomy Édouard Le Roy podczas pobytu w Paryżu. Niektóre źródła podają nawet, że Le Roy jako pierwszy zaproponował ten termin. Sam Wiernadski napisał, że po raz pierwszy zetknął się z tą koncepcją przez Le Roya podczas jego wykładów w Collège de France w 1927 roku i że Le Roy kładł nacisk na wspólne badanie tej koncepcji z de Chardinem . Według listów Wiernadskiego, pomysły na temat noosfery zaczerpnął on z artykułu Le Roya pt. Les origines humaines et l'evolution de l'intelligence, a szczególnie z jego części III: La noosfera et l'hominizacja, po czym przerobił tę koncepcję przez pryzmat swojej dziedziny własnej, biogeochemii. Historyk Kendall E. Bailes konkluduje, że Wiernadski i de Chardin wywierali na siebie wzajemny wpływ, ponieważ de Chardin również uczęszczał na wykłady Wiernadskiego na temat biogeochemii, zanim stworzył koncepcję noosfery.
W relacji stwierdzono, że Le Roy i de Chardin nie byli świadomi koncepcji biosfery w swojej koncepcji noosfery i że to Wiernadski wprowadził ich do tego pojęcia, co dało ich konceptualizacji oparcie w naukach przyrodniczych. Zarówno de Chardin, jak i Wiernadski opierają swoje koncepcje noosfery na terminie „biosfera”, opracowanym przez Edwarda Suessa w 1875 roku. Pomimo odmiennego pochodzenia, podejścia i zainteresowań de Chardina i Wiernadskiego, łączy ich kilka fundamentalnych tematów. Obaj przekroczyli granice nauk przyrodniczych i podjęli próbę stworzenia całościowych konstrukcji teoretycznych, opartych na filozofii, naukach społecznych i autoryzowanych interpretacjach teorii ewolucji. Co więcej, obaj myśliciele byli przekonani o teleologicznym charakterze ewolucji. Argumentowali również, że działalność człowieka staje się siłą geologiczną i że sposób, w jaki jest kierowana, może wpływać na środowisko. Istnieją zasadnicze różnice pomiędzy tymi dwiema koncepcjami.

## Pojęcie
W teorii Wiernadskiego noosfera jest trzecią w kolejności fazą rozwoju Ziemi, po geosferze (materia nieożywiona) i biosferze (życie biologiczne). Tak jak pojawienie się życia zasadniczo przekształciło geosferę, pojawienie się ludzkiego poznania zasadniczo przekształciło biosferę. W przeciwieństwie do koncepcji teoretyków Gai, czyli promotorów cyberprzestrzeni, noosfera Wiernadskiego pojawia się w punkcie, w którym ludzkość, dzięki opanowaniu procesów nuklearnych, zaczyna tworzyć zasoby poprzez transmutację pierwiastków. Jest to obszar badań w ramach Projektu Globalnej Świadomości.
Dla de Chardina noosfera wyłania się i jest konstytuowana przez interakcję ludzkich umysłów. Noosfera rozrastała się wraz z organizacją masy ludzkiej w stosunku do niej samej, gdy zaludniała ona Ziemię. W miarę jak ludzkość organizuje się w bardziej złożone sieci społeczne, tym wyższa staje się świadomość noosfery. Koncepcja ta stanowi rozwinięcie Prawa Złożoności/Świadomości de Chardina, prawa opisującego naturę ewolucji we wszechświecie. De Chardin argumentował, że noosfera rozrasta się w kierunku jeszcze większej integracji i zjednoczenia, czego kulminacją jest Punkt Omega – wierzchołek myśli/świadomości – który uważał za cel historii.
Jeden z oryginalnych aspektów koncepcji noosfery dotyczy ewolucji. Henri Bergson w swojej L'évolution créatrice (1907) był jednym z pierwszych, którzy zaproponowali, że ewolucja jest „twórcza” i niekoniecznie można ją wytłumaczyć wyłącznie darwinowskim doborem naturalnym. L'évolution créatrice zostaje podtrzymana, zdaniem Bergsona, przez stałą witalizm, który animuje życie oraz zasadniczo łączy umysł i ciało; jest to idea przeciwstawiająca się dualizmowi Kartezjusza. W 1923 roku C. Lloyd Morgan posunął się jeszcze dalej w tej teorii, opisując „wyłaniającą się ewolucję”, która mogłaby wyjaśnić rosnącą złożoność (w tym ewolucję umysłu). Morgan odkrył, że wiele z najciekawszych zmian w organizmach żywych ma w dużej mierze charakter nieciągły w stosunku do wcześniejszej ewolucji. Dlatego te żywe istoty niekoniecznie ewoluowały w wyniku stopniowego procesu doboru naturalnego. Twierdził raczej, że proces doświadczeń ewolucyjnych charakteryzuje się skokami złożoności (takimi jak pojawienie się autorefleksyjnego wszechświata, czyli noosfery) i osiąga swego rodzaju jakościowy punktualizm. Wreszcie złożoność kultur ludzkich, zwłaszcza języka, ułatwiła przyspieszenie ewolucji, w której ewolucja kulturowa zachodzi szybciej niż ewolucja biologiczna. Najnowsze zrozumienie ekosystemów ludzkich i wpływu człowieka na biosferę doprowadziło do powiązania pojęcia szans na przetrwanie z „współewolucją”  oraz harmonizacją ewolucji kulturowej i biologicznej.